# Ottenhai
Ottenhai ist eine Siedlung im Stadtgebiet von Bad Harzburg im Landkreis Goslar.

## Geografie
Ottenhai liegt exponiert gelegen östlich der Kernstadt am Kattenbach, ein Zubringer der Ecker. Direkt östlich der Ortschaft schließt sich der Schimmerwald an. Die Siedlung ist über eine Stichstraße (Ottenhaistraße) an die Landesstraße L 501 angebunden, die westlich in die Bad Harzburger Innenstadt und östlich nach Eckertal sowie Stapelburg führt und über eine nach der Straße benannte Bushaltestelle verfügt. Westlich befinden sich der Campingplatz Die Wölfe vom Wolfstein e. V. und ein Pferdehof.

## Geschichte
Eine Erwähnung für das Jahr 1666 ist gesichert. Der Stamm Otten- geht vermutlich auf den Namen des Köhlers zurück, der diese Siedlung begründete. -hai ist eine lokal verbreitete Flurnamenbezeichnung; es handelt sich um eine verschleifte Form von Hain.